# Trédrez-Locquémeau
Trédrez-Locquémeau is een gemeente in het Franse departement Côtes-d'Armor (regio Bretagne). De plaats maakt deel uit van het arrondissement Lannion. Trédrez-Locquémeau telde op 1 januari 2022 1.468 inwoners.

## Geografie
De oppervlakte van Trédrez-Locquémeau bedraagt 10,65 km², de bevolkingsdichtheid is 136 inwoners per km² (per 1 januari9 2019).
De onderstaande kaart toont de ligging van Trédrez-Locquémeau met de belangrijkste infrastructuur en aangrenzende gemeenten.

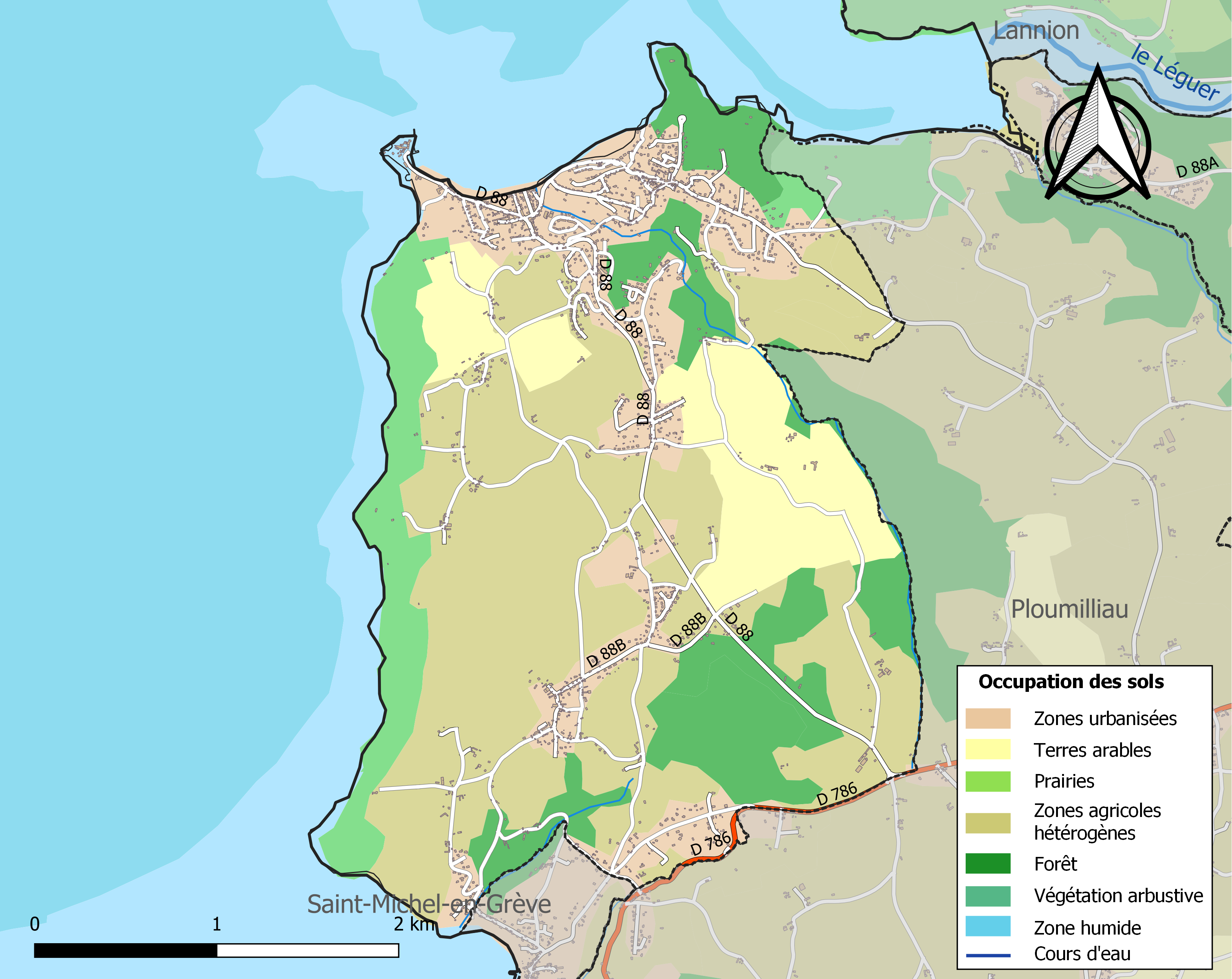

## Demografie
Onderstaande figuur toont het verloop van het inwonertal (bron: INSEE-tellingen).